# Karsy (województwo łódzkie)
Karsy – wieś w Polsce położona w województwie łódzkim, w powiecie radomszczańskim, w gminie Kobiele Wielkie.

## Historia
W latach 1975–1998 miejscowość administracyjnie należała do województwa piotrkowskiego.